# Jocelyn Baguelin
Jocelyn Baguelin, né le 2 mai 1999, est un coureur cycliste français.

## Biographie
Jocelyn Baguelin est né dans une famille d'agriculteurs implantée à Vautorte, en Mayenne. Durant son enfance, il joue d'abord au football. Il découvre aussi le vélo en compagnie de son frère et de son oncle, lui-même coureur cycliste, qui sera son entraîneur. Après avoir concilié les deux sports, il opte définitivement pour le cyclisme dans les rangs cadets. Il prend sa première licence au Cyclo-Club Ernéen,.
En 2017, il s'impose à huit reprises chez les juniors. Il étoffe également son palmarès en 2018 dans des courses de deuxième ou troisième catégorie. Après ses performances, il quitte son club formateur pour rejoindre l'équipe Laval Cyclisme 53. Avec cette structure, il acquiert ses premiers résultats notables en première catégorie. Dans le même temps, il ne délaisse pas ses études en suivant un BTS en gestion agricole. Il travaille à temps partiel dans la ferme familiale de ses parents, lorsqu'il ne participe pas à des compétitions,.
En 2022, il intègre la formation WB-Fybolia Morbihan. Bon puncheur, il se distingue chez les amateurs en obtenant six victoires et une vingtaine de tops dix. Il remporte notamment une étape du Tour de la Manche ainsi que l'épreuve Manche-Océan. L'année suivante, il gagne les Boucles Guégonnaises, une étape de la Boucle de l'Artois et une étape de l'Essor Breton. Il s'illustre également lors de la saison 2024 en étant l'un des meilleurs amateurs français, avec sept succès et de nombreuses places d'honneur.
Grâce à ses bons résultats, il parvient à signer un premier contrat professionnel d'un an avec l'UCI ProTeam Wagner Bazin-WB, alors qu'il est âgé de 25 ans. Cette structure est issue de la fusion des équipes Bingoal WB et Philippe Wagner-Bazin. Elle verra le jour en 2025.

## Palmarès
| - 2019 - Grand Prix du Mans - 3e du Grand Prix de Champagné - 2020 - Tour de Brissac-Loire-Aubance - 3e du Grand Prix de la Tomate - 2021 - Critérium de Bonchamp - Critérium de Bagnoles-de-l'Orne - 2e de l'A2H Classic - 2e du Circuit des Bruyères - 2022 - 2e étape du Tour de la Manche - Critérium d'Avranches - Manche-Océan - Critérium de Bagnoles-de-l'Orne - 2e étape de l'Estivale Bretonne - Grand Prix des Perreyeux - 2e du Souvenir Manu-Cruaud - 2e des Boucles du Val d'Oust et de Lanvaux - 2e du Circuit des Matignon - 3e de Jard-Les Herbiers - 2023 - Boucles Guégonnaises - 3e étape de la Boucle de l'Artois - 3e étape de l'Essor Breton - 2e du Trophée de l'Essor - 2e du Grand Prix de Saint-Hilaire-du-Harcouët - 2e de la Ronde du Porhoët - 2e du Circuit des Bruyères - 3e du Grand Prix du Pays d'Aix - 3e de la Ronde Mayennaise - 3e du Souvenir René-Lochet | - 2024 - 4e épreuve du Circuit des plages vendéennes - Nantes-Segré - 3e étape de la Route Vendéenne - Critérium d'Avranches - Circuit des Bruyères - Grand Prix de Fougères - Trophée des Champions - 2e de la Ronde du Porhoët - 2e de la Flèche Bigoudène - 2e des Trois Jours de Cherbourg - 3e de la Route Bretonne - 3e de la Flèche de Locminé - 3e de l'Essor Breton - 3e du championnat de Bretagne |  |